# Skálarfjall (berg i Island, Västfjordarna)
Skálarfjall är ett berg i republiken Island. Det ligger i regionen Västfjordarna, 210 km norr om huvudstaden Reykjavík. Toppen på Skálarfjall är 839 meter över havet, eller 300 meter över den omgivande terrängen. Bredden vid basen är 5,4 km.
Trakten runt Skálarfjall är nära nog obefolkad, med mindre än två invånare per kvadratkilometer. Närmaste större samhälle är Þingeyri, omkring 13 kilometer öster om Skálarfjall. Trakten runt Skálarfjall består i huvudsak av gräsmarker.